# Plectranthias pelicieri
Plectranthias pelicieri is een straalvinnige vissensoort uit de familie van zaag- of zeebaarzen (Serranidae). De wetenschappelijke naam van de soort werd voor het eerst geldig gepubliceerd in 1994 door Randall & Shimizu.